# Даґлес Дженкінс
Да́ґлес Дже́нкінс (англ. James Douglas Jenkins) (6 лютого 1880 — 18 грудня 1961) — американський дипломат, журналіст, правознавець. Генеральний консул США в Києві (1917-1918).

## Біографія
Народився 6 лютого 1880 року в штаті Південна Кароліна, США. Закінчив Військову академію, згодом вивчав правознавство.
Почав працювати в колегії адвокатів Південної Кароліни. Після кількох років юридичної практики перейшов у газетний бізнес.
З 1903 по 1908 працював редактором новин в міській газеті.
З 1908 року на консульській службі, працював консулом в місті Сен-П'єр до 8 березня 1912 року.
У 1912–1914 рр. — консул США у Гетерборзі (Швеція).
У 1914–1917 рр. — американський консул в Ризі, де він крім США представляв інтереси Німеччини, Великої Британії та Франції..
У 1917–1918 рр. — Генеральний консул США в Києві (Україна)
У 1918–1923 рр. — консул США в Харбіні (Китай).
У 1924–1929 рр. — Генеральний консул США в Кантоні (Гуанчжоу) Китай.
У 1930–1934 рр. — Генеральний консул США В Гонконзі.
У 1934−1939 рр. — Генеральний консул США в Берліні.,
У 1939–1941 рр. — Повноважний міністр посольства США в Болівії.

## Автор праць
- Douglas Jenkins, Operation of Plan for Subsidizing German Exports, July 8, 1935, NA, RG 59, Central Decimal File, 862.50/886.